# Castelo de Aznalmara
O Castelo de Aznalmara localiza-se no município de Benaocaz, província de Cádiz, na comunidade autónoma de Andaluzia, na Espanha.
Ergue-se no alto de um monte, em posição dominante sobre o curso do rio Tavizna, lugar estratégico para o acesso à serrania de Cádiz.

## História
O castelo remonta à época muçulmana, ao período Nazarí, entre os séculos XIII e XIV.
Quando da Reconquista cristã da região, foi tomado em 1410, perdido e retomado definitivamente em 1485.
Actualmente em ruínas, podem ser apreciados os restos dos panos de muralhas, amparados por torreões de planta quadrangular, rematados por ameias.